# Alliance pour la démocratie et la fédération – Rassemblement démocratique africain
Ne doit pas être confondu avec Rassemblement démocratique africain.
L'Alliance pour la démocratie et la fédération – Rassemblement démocratique africain (ADF-RDA) est un parti politique du Burkina Faso, membre du Réseau libéral africain et membre observateur de l'Internationale libérale.
Le président du parti est Gilbert Noel Naamdouda Ouédraogo ancien ministre du Transport. Le parti défend les principes de l'économie libérale. Il compte trois députés après les élections législatives de 2015 et 2020.
C'est l'héritier du Rassemblement démocratique africain.

## Historique
Le parti est représenté à l'élection présidentielle de 2020 au Burkina Faso, par son candidat : Gilbert Noël Ouédraogo, il recueille 45 263 voix, soit 1,59 % et se classe en 7e position du 1er tour.

## Résultats électoraux
Le parti est présent aux élections législatives depuis 1992 :
| Année | %     | Sièges   | Rang |
| ----- | ----- | -------- | ---- |
| 1992  | 8,69  | 4 / 107  | 4e   |
| 1997  | 7,40  | 2 / 111  | 3e   |
| 2002  | 12,61 | 17 / 111 | 2e   |
| 2007  | 10,70 | 14 / 111 | 2e   |
| 2012  | 11,24 | 18 / 127 | 2e   |
| 2015  | 3,06  | 3 / 127  | 6e   |
| 2020  | 2,47  | 3 / 127  | 5e   |